# 千里なな
千里 なな（せんり なな、1984年-)は、日本のAV女優である。

## 経歴
2006年8月に『Budoll IV 素人ポチャ娘★ななちゃんAVに初挑戦！』で、AV女優としてデビュー。

## 作品

### アダルトビデオ
- Budoll IV 素人ポチャ娘★ななちゃんAVに初挑戦！　（2006年8月20日、オンエアー）
- ぽちゃぽちゃプリンセス・プリティ 至福！　（2006年9月22日、レイディックス）
- POCHA☆GIRL　（2006年10月25日、レイディックス）
- Budoll ぽちゃぽちゃレズビアン 千里なな＆にいな　（2007年5月20日、オンエアー）
- 巨乳×巨尻 豊満美人03　（2007年8月25日、アカデミック）
- 豊満肉娘　（2007年10月5日、実録出版）
- 豊満女子 巨尻騎乗位中出し 2　（2008年1月31日、赫夜姫映像）
- ぽっちゃりオナニーSPECIAL　（2008年5月21日、アカデミック）*
- 尻圧迫列伝 Vol.1　（2008年5月24日、実録出版）*
- 豊満女子3 巨尻騎乗位中出し 千里なな 90kg　（2008年6月9日、赫夜姫映像）※PPVネット配信
- 豊満美人EX　（2008年8月20日、アカデミック）*
- 爆乳ぽっちゃりBODY 千里なな　（2008年9月13日、マルクス兄弟）
- ぽちゃぽちゃプリンセス・プリティ 大量！　（2008年10月25日、レイディックス）*
- マルクス兄弟ベストセレクション50タイトル4時間　（2008年12月13日、マルクス兄弟）*
- Budoll MIX ぽっちゃり4時間　（2009年1月15日、オンエアー）*
- Budoll MIX ぽっちゃり4時間2　（2009年2月20日、オンエアー）*

注：「*」印 = オムニバス作品